# Arte rupestre paleolítico del norte de España
El arte rupestre de la cornisa cantábrica en España está formada por una serie de manifestaciones artísticas en cuevas y abrigos rocosos pertenecientes a la época del paleolítico Superior. De hecho, las primeras manifestaciones de arte rupestre descubiertas, fueron aquí, en concreto en la cueva de Altamira, hallazgo que se asumió con escepticismo hasta que no se encontraron pinturas pertenecientes a la misma época y estilo (arte francocantábrico) en la Dordoña francesa. 
Se trata de la primera gran manifestación artística de la humanidad, y suelen representarse figuras de animales típicos de la última era glaciar, como bisontes, caballos, ciervos, renos o toros.

## Cuevas incluidas en la declaración Patrimonio de la Humanidad

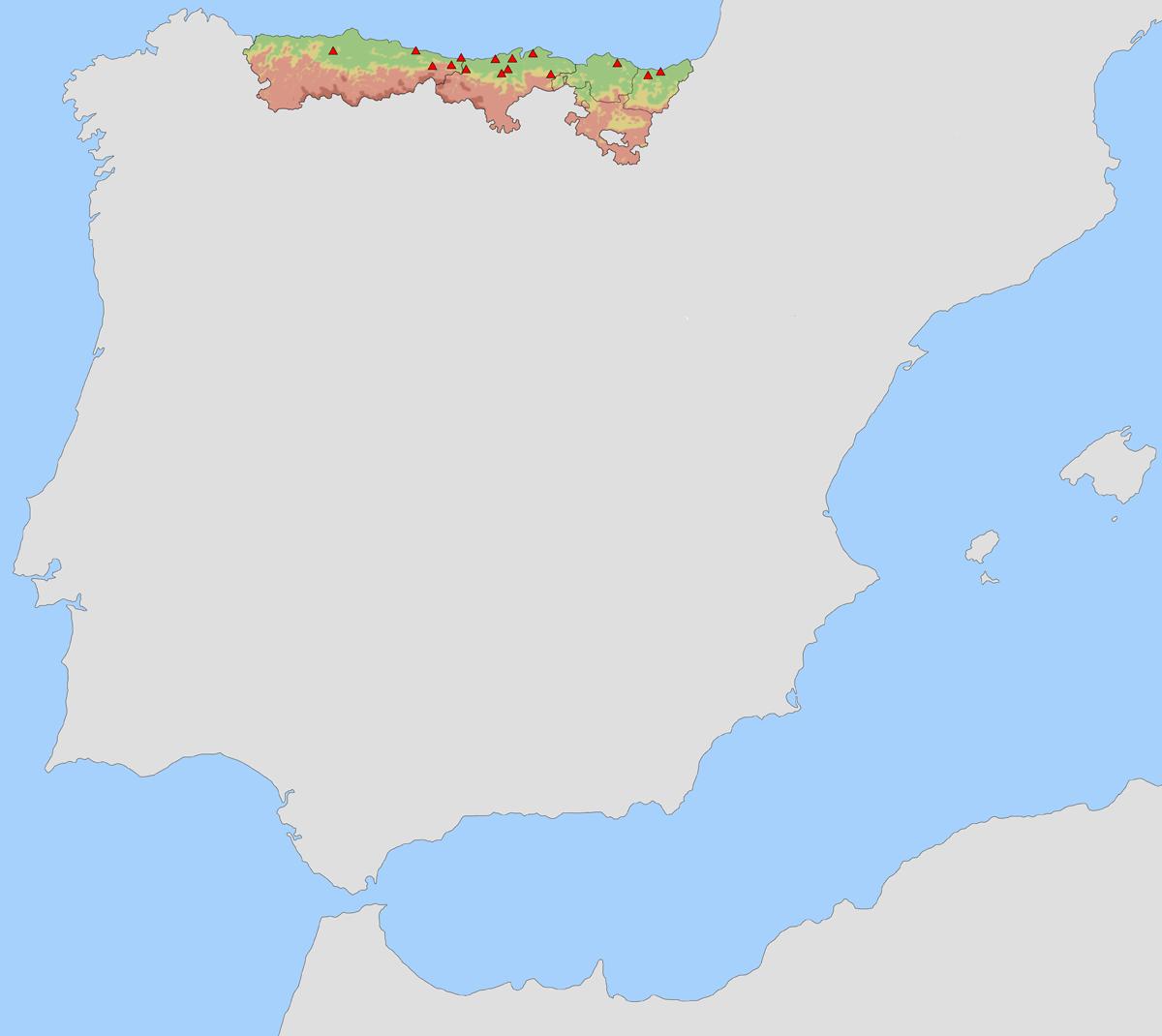
Localización de las cuevas incluidas en el bien Cueva de Altamira y arte rupestre paleolítico del norte de España en la península ibérica.

Las dieciocho cuevas más destacadas son Patrimonio de la Humanidad. La Cueva de Altamira fue declarada como tal en el año 1985. En la reunión de la Unesco celebrada en Quebec (Canadá) en julio de 2008 se ha ampliado este sitio para incluir otras cavidades, pasando a llamarse el lugar «Cueva de Altamira y arte rupestre paleolítico del norte de España» (en inglés, Cave of Altamira and Paleolithic Cave Art of Northern Spain).
La Unesco ha justificado la extensión de la siguiente manera:

La propiedad representa el apogeo del arte rupestre paleolítico que se desarrolló por toda Europa, desde los Urales hasta la península ibérica, desde el año 35 000 al 11 000 a. C. Debido a sus galerías profundas, aisladas de influencias climáticas externas, estas cuevas están particularmente bien conservadas. Están inscritas como obras maestras del genio creativo y como el primer arte logrado por la humanidad. También están inscritas como testimonios excepcionales de una tradición cultural y como ilustraciones sobresalientes de una etapa significativa de la historia humana.

Se trata de diecisiete cuevas pintadas:
- Chufín, Hornos de la Peña, Monte Castillo (que incluye las cavidades de Las Monedas, El Castillo, Las Chimeneas y La Pasiega), el Pendo, La Garma y Covalanas en Cantabria.
- Tito Bustillo, La Peña de Candamo, La Covaciella, Llonín y el Pindal en Asturias.
- Santimamiñe (Cortézubi), Ekain (Deva) y Altxerri (Aya) en el País Vasco.

## Cuevas con arte o yacimiento
No obstante, las cuevas con arte rupestre en la zona son muchas más, si bien las principales son las ya protegidas por la Unesco.

### Asturias

#### Cuenca delNalón
- Cueva de la peña de Candamo: Es una cueva totalmente natural con unos sesenta metros de largo. Cronológicamente se data en 18 000 años, en el llamado periodo solutrense, aunque se discute si algunos de los grabados pertenecen a momentos anteriores (la «foca», ~30 000 años), o posteriores (grabados de fauna menos fría, o puntos negros, ~13 000 años).

- Cueva oscura: Conserva restos de pintura en color rojo del final del magdaleniense superior y aziliense. Se observan trazos rojos.

- Cueva de las Mestas: Contiene representaciones de arte rupestre compuestas por cuatro líneas, de trazo ancho, y profundo, y una superficie de forma triangular labrada por piqueteado continuo.

- Cueva de Godulfo: Situado en la localidad de Berció cuenta con una sola representación de un bisonte representado sin cabeza.

- Cueva de Conde: Cueva en la que se han encontrado diferentes restos óseos así como grabados que representan diferentes animales.

- Cuevas de la Lluera: Son dos pequeñas cavernas, la principal compuesta por dos cortas galerías que se unen por el interior y comparten una misma boca orientada al SSE. Los grabados, única técnica artística presente, se concentran en la galería occidental. En la segunda cueva de no más de 5 metros se encuentran símbolos grabados en la entrada. Estas cuevas están consideradas como santuarios exteriores al solo haber representaciones en la zona donde alcanza la luz natural.

- Cueva de Las Caldas: Las excavaciones arqueológicas realizadas en la cueva la han convertido en uno de los más importantes yacimientos del Paleolítico Superior de toda la región.

- Entrecueves: Entrecueves es un sistema de galerías, de muy difícil acceso, que cuenta con una cavidad con representaciones paleolíticas.

- Cueva del Molín: Excavado en los años 1980, se identificaron varios niveles del Magdaleniense inferior cantábrico. Entre el material recuperado destaca una cabeza humana tallada en un canto de cuarcita, un asta de ciervo decorado y un bloque con grabados lineales.

- Cueva de los murciélagos: Cueva en la que sólo existe una representación de una cierva.

- Abrigo de la Viña: En la pared principal con unas dimensiones de 20 metros y en la que está representados ciervos, bóvidos, caballos o vulvas. La técnica principal empleada en el abrigo es la técnica de labrado de piedra con buril.

#### Cuenca delrío Sella

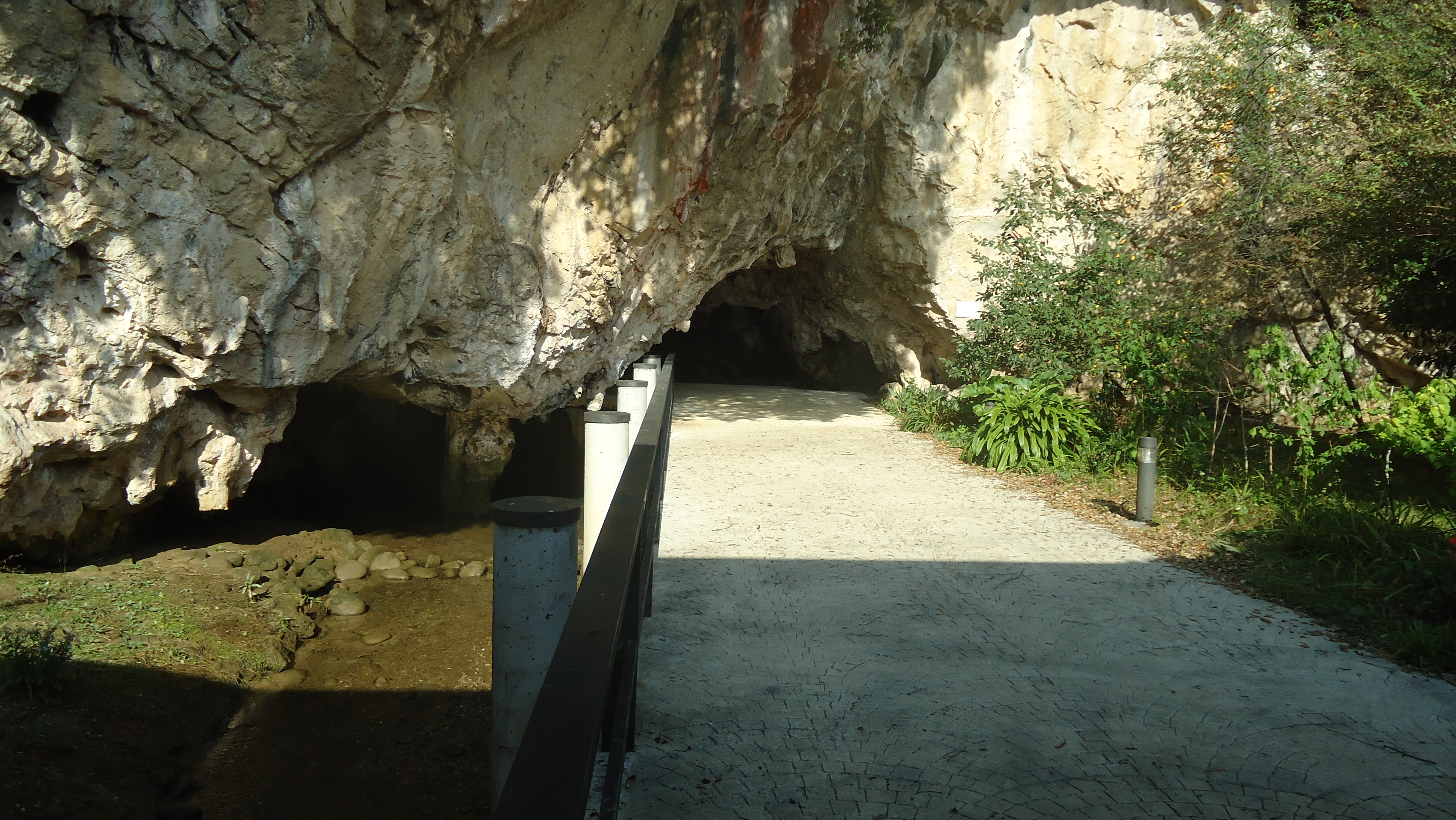
Acceso actual a la Cueva de Tito Bustillo.

- Cueva de Tito Bustillo: Una de las grandes joyas del arte rupestre dentro de la cornisa cantábrica, destaca el panel principal en la Sala de las pinturas.

- Cueva de la Cuevona: Restos del magdaleniense inferior presenta un bloque de grabados lineales.

- Cueva de la Lloseta: Las representaciones existentes en esta cueva están formadas por pinturas de color rojo representando a un caballo, a dos cápridos, una serie de puntos rojos y finalmente un signo en rojo y negro.

- Cueva de San Antonio: En esta cueva sólo existe la pintura de un caballo en color negro.

- Cueva de Les Pedroses: Se trata de una cueva que contiene tres grabados de animales con la particularidad que no poseen cabeza. Se encuentran también la representación de un caballo y de tres figuras de las que sólo quedan restos.

- Cueva del Sidrón: Cueva de gran importancia por sus restos óseos neardentales pero que también posee restos de pinturas rupestres. Estas pinturas están formadas por diferentes puntos en color rojo.

- Cueva del el Boxu: Los grabados están compuestos por figuras de animales principalmente de los que cabe destacar los caballos. Las pinturas pertenecen a las épocas solutrense y magdeleniense.

- Cueva del Molín: Presenta manchas de pintura en tono rojo, puntos y una línea.

#### Zona de laLleray litoral deLlanes
- Cueva de Samoreli: Posee tres grupos de grabados en los que no se representa ningún tipo de figura.

- Cueva de Coberizas: Conserva restos de una pintura rupestre indicada por Obermaier en 1925 que representa el contorno de un cérvido.

- Cueva del Tebellín: Pinturas están formadas por signos claviformes de color rojo que en algún caso tienen una longitud de un metro veinte. Pertenecen al estilo IV antiguo.

- Cuetu de la Mina: Las pinturas existentes en la cueva representan unos trazos profundos no figurativos.

- Cueva de la Riera: Restos de manchas.

- Cueva de Trescalabres: Las pinturas existentes representan a un uro completo, una cabeza de uro un signo vulvar y unas serie de líneas sueltas. Todas estas pinturas están trazadas con tinte rojo pertenecientes al estilo III.

- Cueva de Balmori: Las pinturas rupestres que se encuentran en la cueva se limitan a unos puntos rojos y algún trazo.

- Cueva de El Quintanal: Posee una figura no muy bien definida y otra serie de trazos.

- Cueva de El Covarón: El motivo pictórico se basaba en un conjunto de líneas. En 1983 en un estudio posterior se descubrió una serie extensa de figuras en la mayoría de los casos mal conservadas situada en las galerías más elevadas. En la cueva se encuentran caballos, cuadrúpedos, cérvidos, etc..

- Cueva de Bolao: Conocida también como cueva de Las Herrerías posee 24 signos lineales a modo de parrilla y unas manchas amorfas.

#### Cuencas de los ríosDevayCares

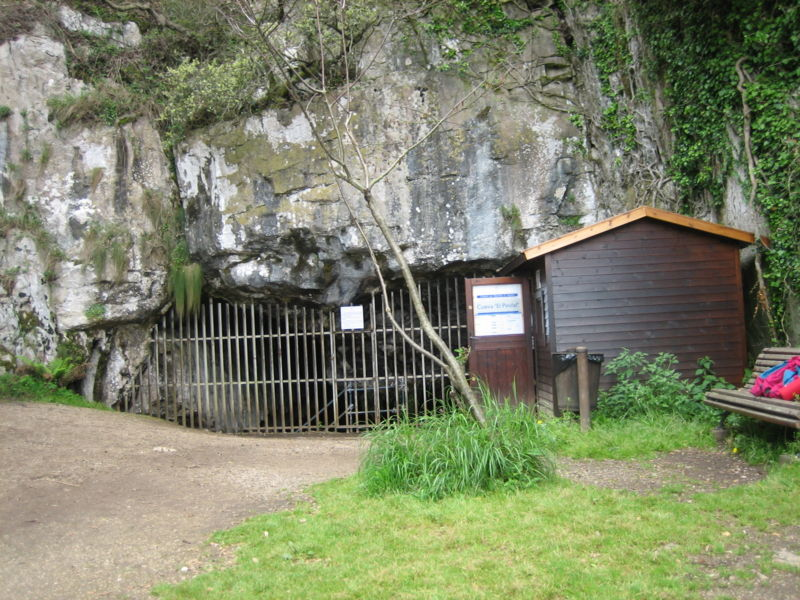
Cueva del Pindal.

- Cueva de Mazaculos: En la cueva I se encuentran varias pinturas en color rojo (puntos, trazos) y negras (marcas), la cueva II se observan trazos rojos, puntos y signos.

- Cueva del Pindal: La mayoría de las representaciones están situadas en los paneles de la derecha de la cueva. Se han documentado en diferentes investigaciones la existencia de 13 bisontes, 8 caballos, una cierva, un ciervo y unas astas aisladas, un mamut y otras figuras no reconocibles. Existen también abundantes signos de color rojo como puntos, trazos, trazos paralelos y figuras claviformes.

- Cueva de la Loja: En la pared a una altura de cuatro metros se encuentra un trozo de pared pintado en negro y sobre esta zona pintado en blanco los trazos de seis animales, cuatro toros y dos animales que debido a su estado de conservación no pueden ser identificados.

- Cueva de Llonín: La cueva posee diferentes dibujos de animales (Bisontes, renos, cabras, etc.) y símbolos superando el centenar de figuras representadas lo que hace que sea la cueva asturiana con mayor número de representaciones plásticas.

- Cueva de Coimbre: En la gran sala sobre una roca está pintado un gran bisonte de 1,24 metros de largo. La técnica de esta representación es asombrosa destacando el uso que se hace de la forma de la propia piedra para dar mayor realismo al animal.

- Cueva de Traúno: Se encuentran en la cueva los denominados lineales exteriores unas incisiones de surco profundo que formaban líneas paralelas o series de líneas entrecruzadas.

- Abrigo de la Paré de Nogales: Tres puntos y una línea en forma de bastoncillo.

- Cueva de Subores: Pequeños trazos de carácter simple denominadas «macaroni».

- Cueva de los Canes: Ofrece una serie de pinturas de carácter simple denominadas «macaroni».[2] en la zona final de la cueva existen diferentes grabados de trazos paralelos, rectilíneos y ondulados.

### Cantabria

#### Cuenca delNansa
- Cueva de la Fuente del Salín: Existen la representación de doce manos hechas con la técnica del negativo en color rojo que se distribuyen en diferentes paredes de la cueva. En el interior de la cueva aparecen dos manos esta vez en positivo.

- Cueva de los marranos: Posee manchas de pintura sin forma.

- Cueva de Chufín: En ella encontramos un gran número de símbolos. Un grupo de ellos, denominado de tipo «bastones», acompaña a las pinturas animales del interior. También hay un gran número de dibujos con puntillaje, entre los que destaca uno en torno al agujero de la roca que se ha interpretado como la representación de una vulva.

- Cueva de Micolón: Posee 22 grabados incisos y algunas pinturas rojas, fundamentalmente encuadradas en una sala cercana a la entrada. Hay cérvidos, caballos y algunos signos tectiformes, todos ellos de estilo III de Leroi-Gourhan.

- Cueva de Traslacueva: Existen varios paneles grabados amorfos.

- Cueva del Porquerizo: Un grupo de puntiformes de color rojo o algunos incisos no muy detallados. Por su contexto y su morfología se han catalogado como estilo III de Leroi-Gourhan.

#### Cuenca delSaja-Besaya
- Cueva del Portillo: Existe una mancha roja amorfa en la pared principal de la cueva.

- Cueva de La Meaza: Al fondo de la cavidad se encuentran algunos restos de arte rupestre paleolítico enmarcados dentro del estilo III de Leroi-Gourhan, aunque por desgracia no se han conservado excesivamente bien.

- Cueva de las Aguas: Contiene arte rupestre como son dos bisontes grabados y pintados en rojo, una cierva, un caballo, un claviforme, un signo en parrilla y varias figuraciones más en el estilo IV antiguo.

- Cueva del Linar: En una de las galerías hay un grupo de grabados con motivos animalísticos como cabras, bisontes o rebecos. Asimismo se ha localizado otro grupo de pinturas de líneas y vulvas y restos de la Edad de Bronce.

- Cueva Redonda o del perro: Pequeños trazos poco claros en los que excepto en un ejemplo no representan ningún tipo de figuras. La única representación que puede parecer figurativa no está bien definida.

- Cueva de La Clotilde: Se encuentran en esta cueva diferentes grabados de bóvidos (6) y un ciervo. La técnica empleada es la de la grabar sobre arcilla.

- Cueva de La Estación: Hay una gran sala que tiene grabados de tipo macarroni, entre los cuales se identifican figuras como un caballo y otras que son signos sin descifrar. Por su estilo pertenecerían a época Auriñaciense o Gravetiense.

- Cueva de Altamira: La gran muestra de pintura rupestre.

- Cueva de Las Brujas: Se encuentra una serie de grabado sobre arcilla.

- Cueva de La Pila: Se encuentran manchas rojas.

- Cueva de Cudón: Contenía un importante yacimiento que se ha ido degradando durante el siglo pasado.

- Cueva de Sovilla: La cueva sólo se conserva en parte debido a la existencia de una cantera. Están representadas diferentes figuras animales: Tres ciervas, dos caballos, un reno, un animal acéfalo y un bisonte. Existen otra serie de grabados que representan signos y trazos.

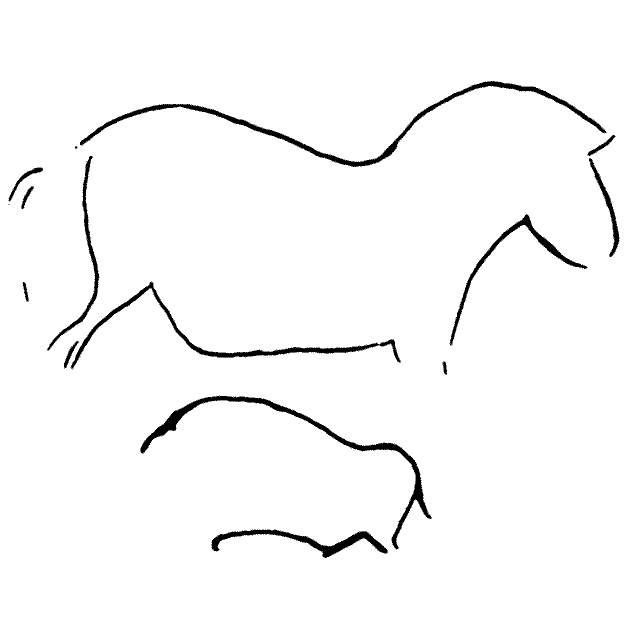
Grabados de Hornos de la Peña.

- Cueva de Hornos de la Peña: En el abrigo exterior se encuentran las representaciones rupestres más antiguas que se conocen en la cornisa cantábrica, datadas de la época Auriñaciense. Entre ellas destaca un caballo profundamente grabado, y aunque ahora ya no se existen se sabe por fotografías de principios del siglo XX que había representaciones de bisontes, caballos, cievos...

En la zona interior, a partir de los 60 metros de profundidad, se encuentran representaciones de bóvidos, cérvidos, cabras e incluso un reno en diferentes sala, todas ellas grabadas con los dedos sobre la arcilla o con un buril en la roca. Una buena cantidad de ellos serían característicos del Magdaleniense Superior. En la zona en la que termina la cueva se encuentran representaciones antropomórfias.

#### Cuencas delPasy elMiera
- Cueva de Santián: Contiene 16 signos pintados en rojo en un solo panel.

- Cueva de El Castillo: Contiene más de 240 representaciones con diferentes temas, así se pueden contemplar 56 manos negativas, 26 caballos, 24 bisontes, 18 ciervos, 10 cabras, 6 uros, 3 rebecos, 2 máscaras, 1 antropomorfo, 1 mamut, 5 cérvidos, 18 bóvidos, 5 cápridos y 22 cuadrúpedos. La cueva posee además de estos elementos figurativos otros no figurativos. Estos grabados forman tanto signos complejos así como simples. Dentro de los complejos se pueden observar de forma cuadrangular, acolados, acampanados, etc.

- Cueva de La Flecha:Presenta grabados en macarroni.

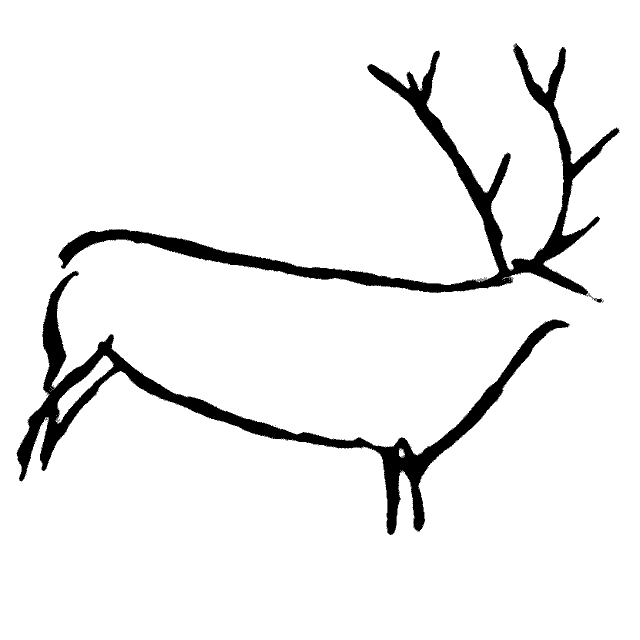
Ciervo pintado en la cueva de Las Chimeneas.

- Cueva de Las Chimeneas: Existen diferentes grabados en la cueva. Todo el conjunto se encuadraría dentro del estilo III de Leroi-Gourhan, es decir, de época Solutrense. Sin embargo, las dataciones realizadas en Carbono 14 indican que los restos son Magdalenienses.

- Cueva de La Pasiega: Contiene dos galerías con diferentes pinturas. (véase artículo)

- Cueva de Las Monedas: Hay un gran número de pinturas rupestres similares a las aparecidas en la región: pinturas negras en las que se representan caballos, osos, cabras...

- Cueva del Juyo: Existe una única representación de un animal cuadrúpedo y marcas negras.

- Cueva del Pendo: En el fondo de la cueva existe un panel con grabados entre los que destaca la figura de un ave.

- Cueva del Oso: Conjunto de grabados lineales.

- Cueva del Salitre: Existen dos figuras que representan dos ciervas en trazo rojo, una cabeza de bóvido, una cornamenta y una pequeña cierva.

- Cueva del Rascaño:  Es destacable un omóplato de cabra que presenta los cuartos traseros de un bisonte grabado a trazo múltiple y rellenos.

#### Cuenca delAsón
- Abrigo de San Carlos: Situado en Santoña presenta una serie de líneas dibujadas.

- Abrigo de El perro: Situado en Santoña presenta una serie de líneas y grabados.

- Cueva del Otero: Situado en Secadura posee una representación de forntal de una cabra.

- Cueva de Cobrantes: Situada en San Miguel de Aras posee la existencia de dos paredes pintadas. En estas paredes están representados un ciervo, tres ciervas, un animal (posiblemente un bóvido), un cuadrúpedo, una cabra y una serie de trazos en color negro.

- Cueva de Los Emboscados: Situada en Matienzo, esta gran cueva posee una serie de pinturas situadas en el fondo de la cueva (a excepción de una) entre las que destaca la representación de una pareja de ciervos y una cabra.

- Cueva del Patatal o Sotarraña: Al igual que la anterior esta cueva se halla situada en Matienzo y en ella encontramos una única representación de un animal herido cuadrúpedo y acéfalo.

- Cueva del Becerral o de Los Santos: Situada en La Gándara de Soba presenta una serie de figuras en trazo negro descubiertas en 1987.

- Cueva de la Cullalvera: Situada en Ramales de la Victoria presenta diferentes zonas con arte rupestre, así a unos 150 metros de la entrada se encuentran algunas manchas rojas y marcas negras.  Adentrándonos más en la cueva a unos setecientos metros de la entrada se pueden ver signos en color rojo y bastones en color negro. A novecientos metros de la entrada se encuentran dos figuras que representan a sendos caballos, un poco más al fondo nos encontramos una serie de trazos en negro y ya a 1100 meotrs de la entrada podemos ver una serie de puntos y manchas en rojo.

- Cueva de La Haza: En Ramales se encuentran también esta cueva. En esta pequeña cueva se encuentra un panel con diferentes figuras: 3 caballos, 1 reno, 1 cáprido, una cierva y otro animal cuadrúpedo sin identificar. Aparte de estas representaciones figurativas podemos ver la existencia de un par de figuras geométricas.

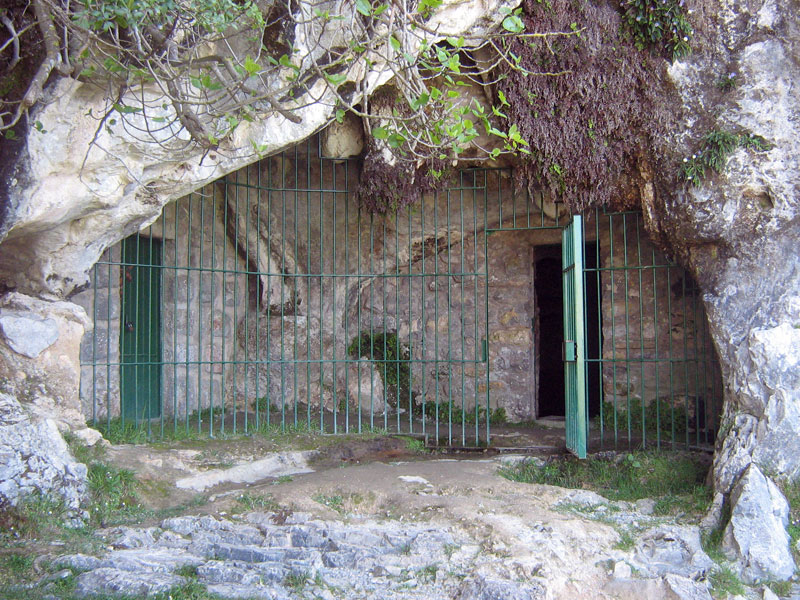
Acceso actual a la Cueva de Covalanas.

- Cueva de Covalanas: La cueva situada dentro de la zona arqueológica de Ramales presenta siete paneles. Entre las figuras más representadas se puede destacar a los cérvidos con una representación de dieciocho ciervas. Aparte de los ciervos podemos encontrar un caballo, un reno o uro (su representación está discutida) así como otras representaciones poco claras. Destaca la representación de un panel que se cree que tiene una temática narrativa de una escena.

- Cueva de Sotarriza: Situada en Gibaja contiene la representación de un caballo efectuado en trazo lineal en negro.

- Cueva de Covanegra: Vecina de la cueva de Sotarriza de la que la separan unos pocos metros y unidas en su interior esta cueva contiene diferentes marcas de color negro

- Cueva del Morro del Oridillo: Denominada también Cueva de la Garganta del Desfiladero, esta cueva está situada en Pondra. Posee un grabado en rojo de forma circular.

- Cueva de Pondra: En esta cueva hay una única representación de un trazo en rojo.

- Cueva del Arco A: Situada en Pondra al igual que la B y la C

- Cueva del Arco B:

- Cueva del Arco C:

#### Zona delimitada cuencaNervión-Agüera
- Cueva de La Peña del Cuco: Situada en Castro Urdiales, posee diferentes grabados de animales. Se pueden distinguir tres ciervos, dos caballos, dos cabras y un cuadrúpedo no identificado.

- Cueva de La Lastrilla: Situada en la localidad  de Sámano, se ha encontrado la figura esquematizada de un animal no muy definido que probablemente sea un cáprido.

- Cueva de La Hoz o de Sámano: Situada como la anterior en Sámano presenta diferentes grabados: Se puede observar un cérvido, cuatro representaciones de rostros humanos realizadas de forma esquemática.

- Cueva de Los Corrales: Situada en la localidad de Otañes, perteneciente al municipio de Castro Urdiales posee los grabados de un ciervo, un cabra y varios trazos en color negro.

### País Vasco

#### Cuenca delAsón
- Cueva de Venta Laperra: Situada en Carranza, presente cinco figuras grabadas, cuatro bisontes y un oso.

#### Zona delimitada cuencaNervión-Agüera
- Cueva de Arenaza: Situada en la localidad vizcaína de Galdames es un yacimiento que todavía no se ha acabado de estudiar. En los estudios anteriores se han encontrado once grabados de ciervos y dos de bóvidos.

#### Vizcaya

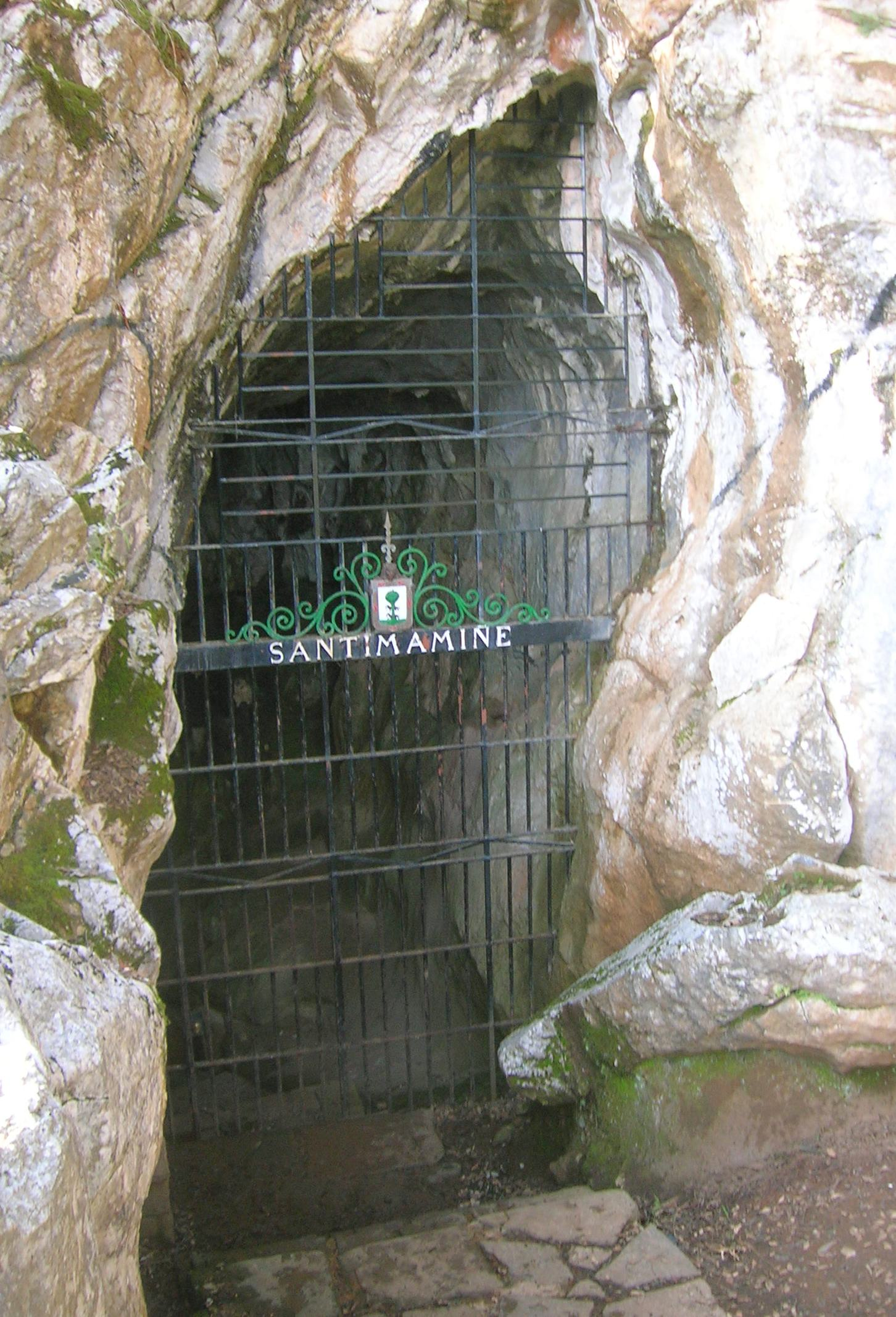
Cueva de Santimamiñe.

- Cueva de Armintxe: contiene más de cincuenta grabados de gran tamaño, en un estado excelente. La mayor parte se trata de animales, aunque también hay líneas y símbolos claviformes de tipología pirenaica, Abundan los caballos, bisontes y cabras, y destaca en medio del panel la figura de un león, acompañado, al menos, por otro más situado en segundo plano, que son las dos representaciones más claras de león de toda la península ibérica. Se han contabilizado 10 figuras de caballos, 5 de cabras, un par de bisontes y cuatro animales más.[3] La obra tiene una antigüedad de entre 12 500 y 14 000 años, correspondiente al período Magdaleniense del Paleolítico Superior.[4]
- Cueva de Askondo: contiene dibujos figurativos donde abundan los caballos, representados con el llamado morro de pato o sinuoso que es común en las representaciones halladas en otras cuevas de Europa y datadas hace 25 000 años. Hay también una mano antropomorfa. Luego hay una serie de casi 30 restos de colorante, puntos, manchas, líneas, etc…mayoritariamente concentradas en el área de entrada y tres series de líneas rojas al fondo de la cavidad a unos 150 metros de la entrada.

- Cueva de Atxuri: Situada en Mañaria posee un grabado en rojo borroso.
- Cueva de Atxurra: La cueva de Atxurra contiene el mayor santuario rupestre paleolítico de Euskal Herria.[5][6] siendo además un yacimiento de referencia a nivel internacional.[7] Consta de, al menos, 113 figuras animales distribuidas en 14 sectores,[5] principalmente bóvidos y equinos, y además cabras, uros y ciervos,[8] y una figura misteriosa y difícil de caracterizar (combina características de oso y reno).[9] La técnica casi exclusiva es el grabado en distintas variantes, y son atribuidas al Magdaleniense medio/superior, datado hace unos 14 500-12 500 años.[9]

- Cueva de Goíkolau: Situada en la localidad de Berriatúa contiene cinco grupos de grabados no identificados.
- Cueva de Lumentxa: contiene al menos dos grandes bisontes y una cabeza de caballo, y varias zonas de manchas rojas, todas ellas atribuidas al magdaleniense.[10]
- Cueva de Morgota: contiene manchas y líneas, destacando unos trazos pareados, además de 11 figuras: un caballo acéfalo, una probable cierva y otra posible figura animal cuadrúpeda, además de dos signos geométricos, una alineación de trazos, dos hileras de puntos y cuatro concentraciones de manchas, todas ellas atribuidas al magdaleniense.[11]
- Cueva de Santimamiñe: Situada en Cortézubi. Contiene numerosas representaciones y así se pueden contar veinte bisontes, tres caballos, dos cápridos, un uro, un ciervo, un oso y ocho figuras de  animales no identificadas.

#### Guipúzcoa
- Cueva de Ekain: Situada en la localidad de Deva. En su interior posee un gran número de grabados. Así se ha podido contar con setenta representaciones: Treinta y tres caballos, diez bisontes, cuatro cabras, dos osos, dos ciervas, un ciervo, dos peces (salmón y lenguado), dos dorsos (se cree que de rinocerontes). Destaca el panel central que contiene diecinueve de estas representaciones y algún trazo sin forma.

- Cueva de Altxerri: Situada en Aya. Es uno de los grandes conjuntos de grabados del cantábrico. Posee alrededor de ciento veinte grabados de los cuales noventa y dos son de animales. El bisonte es el animal más representado con un total de cincuenta y tres grabados. Otros animales presentes en la cueva son el reno con seis grabados, cuatro ciervos y cabras, tres ejemplares de caballos y uros, dos saigas, un glotón, zorro, liebre o un ave.

- Cueva de Praileaitz: Situada en la localidad de Deva. En 2006 se encontró en su interior un conjunto iconográfico no figurativo compuesto de varios conjuntos de puntos rojos, aislados o formando series. Los investigadores opinan que las pinturas fueron realizadas hace unos 18 000 años. La cueva está situada junto a una cantera que sigue explotándose.

### Navarra
- Cueva de Alkerdi: Situada en Urdax presenta una serie de grabados.

### Castilla y León
- Cueva Palomera: Situada en Ojo Guareña.